# 24 novembre
Il 24 novembre è il 328º giorno del calendario gregoriano (il 329º negli anni bisestili). Mancano 37 giorni alla fine dell'anno.

## Eventi
- 496 - Sale sul soglio pontificio papa Anastasio II
- 642 – Sale sul soglio pontificio papa Teodoro I
- 1639 – Jeremiah Horrocks osserva il transito di Venere (24 novembre nel calendario giuliano o 4 dicembre nel calendario gregoriano)
- 1642 – Abel Tasman, durante il suo primo viaggio, diventa il primo europeo a scoprire la Terra di Van Diemen, in seguito ribattezzata Tasmania
- 1826
  - Nasce a Firenze Carlo Lorenzini alias Carlo Collodi, autore de Le avventure di Pinocchio. Storia di un burattino
  - Vittoria degli insorti greci sugli ottomani alla battaglia di Arachova, in Beozia
- 1859 – Il naturalista britannico Charles Darwin pubblica On the origin of species by means of natural selection, or the preservation of favoured races in the struggle for life, un libro che sostiene che gli organismi non sono stati creati da un ente superiore, bensì si sono evoluti gradualmente attraverso la selezione naturale; la prima edizione verrà esaurita il giorno stesso, essendone state tirate solo le 1'250 copie prenotate
- 1863 – Guerra di secessione americana, battaglia di Lookout Mountain: nei pressi di Chattanooga (Indiana), le forze unioniste del generale Ulysses S. Grant avanzarono nell'area di Lookout Mountain e iniziano a spezzare l'assedio confederato della città, portato dal generale Braxton Bragg
- 1904 – Primo esempio funzionante di mezzo cingolato, una tecnologia che in seguito rivoluzionerà i veicoli per le costruzioni e per la guerra terrestre
- 1922 – Robert Erskine Childers, popolare scrittore e membro dell'Irish Republican Army, viene giustiziato da un gruppo di fuoco dell'Irish Free State per porto abusivo di un revolver
- 1932 – A Washington, viene inaugurato l'FBI Crime Lab
- 1941 – Seconda guerra mondiale: gli Stati Uniti garantiscono un prestito alla Francia Libera
- 1944 – Seconda guerra mondiale, bombardamento di Tokyo: una missione di bombardamento contro la capitale giapponese viene effettuata da 88 aerei statunitensi
- 1947
  - Paura rossa: dopo essersi rifiutati di cooperare con la Commissione per le attività antiamericane riguardo alle accuse di influenza comunista nell'industria del cinema, la Camera dei rappresentanti degli Stati Uniti vota 346 a 17 l'approvazione delle citazioni di oltraggio del Congresso contro i cosiddetti Hollywood Ten
  - Robert Schuman diventa primo ministro della Francia
- 1951 – La commedia teatrale di Broadway Gigi debutta con protagonista l'allora poco nota attrice Audrey Hepburn; la commedia andrà in scena per sei mesi e porterà al successo Hepburn, consentendole il debutto cinematografico nel film Vacanze romane
- 1963 – Guerra del Vietnam: il presidente statunitense Lyndon B. Johnson conferma che gli Stati Uniti intendono continuare ad appoggiare il Vietnam del Sud sia militarmente sia economicamente
- 1969 – Programma Apollo: l'Apollo 12 ammara nell'Oceano Pacifico, ponendo fine alla seconda missione dell'uomo sulla Luna
- 1971 – Un uomo che si fa chiamare Dan Cooper (comunemente ricordato come D. B. Cooper) si paracaduta da un aeroplano della Northwest Orient Airlines che aveva dirottato con 200'000 dollari di riscatto; di lui non si è più saputo nulla
- 1974 - Viene scoperto lo Australopithecus afarensis denominato "Lucy" dal paleontologo americano Don Johanson
- 1991 - Muoiono Freddie Mercury ed Eric Carr, secondo batterista dei Kiss
- 1993 – Nel Regno Unito, gli undicenni Robert Thompson e Jon Venables vengono condannati per l'omicidio di James Bulger
- 1997 – A seguito di una perdita di 554,26 punti dell'indice Dow Jones (DJIA), gli ufficiali della Borsa di New York invocano per la prima volta la regola del "circuit breaker" per fermare le contrattazioni: fu una mossa controversa che portò a un rapido cambiamento della regola, il blocco delle contrattazioni può avvenire solo se l'indice perde almeno il 10 o 20 percento
- 1998 – America Online annuncia che acquisirà Netscape Communications con una transazione con scambio di azioni del valore di 4,2 miliardi di dollari
- 2001 – Precipita un aeroplano Avro RJ100 della Crossair su una collina vicino a Zurigo, uccidendo 24 persone di cui alcune note
- 2002 – Austria: il Partito Popolare vince le elezioni parlamentari
- 2009 – Lea Garofalo, collaboratrice di giustizia, viene rapita a Milano e viene data alle fiamme a Monza qualche giorno dopo
- 2010 – Esce nelle sale cinematografiche statunitensi il film Rapunzel - L'intreccio della torre, 50º Classico Disney
- 2014 – Lo zibibbo di Pantelleria viene inserito nella lista dei Patrimoni orali e immateriali dell'umanità dell'UNESCO
- 2021 – Esce nelle sale cinematografiche statunitensi il film Encanto, 60º Classico Disney

## Nati
Ci sono circa 1 050 voci su persone nate il 24 novembre; vedi la pagina Nati il 24 novembre per un elenco descrittivo o la categoria Nati il 24 novembre per un indice alfabetico.

## Morti
Ci sono circa 510 voci su persone morte il 24 novembre; vedi la pagina Morti il 24 novembre per un elenco descrittivo o la categoria Morti il 24 novembre per un indice alfabetico.

## Feste e ricorrenze

### Religiose
Cristianesimo:
- Sant'Andrea Dũng Lạc e 116 compagni, martiri del Vietnam
- Sant'Alberto di Lovanio, vescovo e martire
- San Colomano di Cloyne, vescovo
- San Crisogono di Aquileia, vescovo e martire
- Sant'Enfleda di Northumbria, regina e badessa
- Sant'Ermogene di Agrigento, vescovo
- Santa Firmina di Amelia, martire
- San Flaviano di Ricina, vescovo
- Sante Flora e Marta di Cordova, martiri
- San Hoardon, vescovo di Leon
- Santi Pierre Dumoulin-Borie, Pietro Vo Dang Khoa e Vincenzo Nguyen The Diem, sacerdoti e martiri
- San Porziano, abate in Alvernia
- San Protaso di Milano, vescovo
- San Romano di Blaye, sacerdote
- San Prospero di Reggio Emilia, vescovo e patrono di Reggio Emilia
- Beato Balsamo di Cava, abate
- Beato Luigi de la Pena, martire mercedario
- Beata Maria Anna Sala, vergine
- Beata Niceta di Santa Prudenzia Plaja Xifra e 11 compagne, vergini e martiri